# Szunyogh László (szobrász)
Szunyogh László  (Tatabánya, 1956. október 30.–) magyar szobrász és éremművész.
Elsősorban finoman mintázott, elvont formavilágot képviselő kisplasztikái és érmei teszik ismertté. A kilencvenes évek végén izgalmas szobrászati kísérleteket folytatott, melyek eredményeként nagyméretű acélplasztikák születtek. Az utóbbi években figyelemreméltó egyedi bronzérmeket készít viaszveszejtéses öntészeti eljárással. Jelentős művészetpedagógiai munkássága.

## Tanulmányai

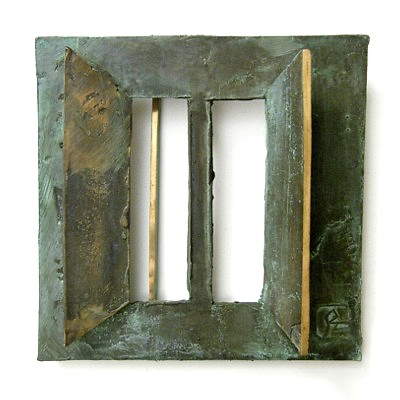
Szunyogh László: Áttört lemezek (ablak), 2005, bronz, viaszveszejtéses öntés, 95x95mm

- 1971 - 1975 Képző- és Iparművészeti Szakközépiskola, Budapest.
- 1975 - 1978 Tanítóképző Főiskola, Esztergom, rajz-népművelés szak
- 1978 - 1981 Tanárképző Főiskola, Eger
- 1990 - 1993 Magyar Képzőművészeti Főiskola, Budapest
- 2003 - 2009 Pécsi Tudományegyetem, Pécs. DLA-képzés

Mesterének Csíkszentmihályi Róbertet vallja.

## Kiállításai

### Csoportos kiállítások (válogatás)
- 1977-2000 Komárom Megyei Képzőművészek tárlatai, Tata, Esztergom, Tatabánya
- 1979-1993 VI-XIII. Országos Kisplasztikai Biennálé, Pécs
- 1979-1991 Fiatal Képzőművészek Stúdiója-kiállításai
- 1984-1987 PANEL csoport, Tatabánya
- 1985-1987, 2001- óta minden Országos Érembiennále, Sopron
- 1987 Komárom Megyei Művészek kiállítása, Csontváry Terem, Budapest
- 1988 Groteszk Art, Tatabánya, Dunaújváros
- 1994 Kisszobor '94, Vigadó Galéria, Budapest
- 1995 Helyzetkép/Magyar szobrászat, Műcsarnok, Budapest
- 1996 XV. FIDEM -kiállítás, Neuchâtel (CH)
- 1997 Első Győri Nemzetközi Livres-Objets Biennále, Xantus János Múzeum, Győr
- 1997 A Nő, Vigadó Galéria, Budapest
- 1998 Gyönyörök kertje, Pest Center Galéria
- 1999 Művem, Jazz Galéria, Budapest
- 2000 XVI. FIDEM-kiállítás, Weimar
- 2001 A szobrászaton innen és túl, Műcsarnok, Budapest.
- 2003 Jelentés. A Magyar Szobrász Társaság kiállítása, Vigadó Galéria, Budapest
- 2003 Érem és irodalom, Petőfi Irodalmi Múzeum, Budapest
- 2004 A tizedik. A Magyar Szobrász Társaság jubileumi kiállítása, Szombathelyi Képtár, Szombathely
- 2005 Határesetek az Éremművészetben III., MKISZ Székháza, Budapest
- 2006 Emlékeink - 1956 Budapest, MKISZ Székháza, Budapest; Éremművészeti Múzeum, Wrocław
- 2008 Znad Dunaju Wełtawy i Wisły. Medalierzy i ich dzieła (Duna, Moldva, és Visztula mentén. Éremkészítők és műveik) Éremművészeti Múzeum, Wrocław (Lengyelország).
- 2012 XIII. Nemzetközi Művésztelep Alkotóinak Kiállítása, Kortárs Magyar Galéria, Dunaszerdahely
- 2014 Evidencia – III. Szobrász Biennále, MűvészetMalom, Szentendre

### Egyéni kiállításai (válogatás)
- 1986 Lila Iskola, Budapest
- 1988 Horváth E. Galéria, Balassagyarmat
- 1995 Komáromi Kisgaléria
- 1998 Városi Művelődési Központ, Tata
- 1999 Városi Művészeti Múzeum, Győr
- 2000 Instant Galéria, Tatabánya
- 2002 Sméja Galéria, Ács
- 2003 Tatabányai Népház, Tatabánya
- 2004 Puskin Művelődési Ház, Tatabánya
- 2006 Bernáth Aurél Galéria, Marcali
- 2013 „Egek és utak”, Kortárs Magyar Galéria, Dunaszerdahely, Szlovákia.
- 2016 Kortárs Galéria (Szamódy Zsolt Olaf fotográfussal), Tatabánya.

## Díjai, elismerései (válogatás)
- 2003 In memoriam Egon Schiele. – A test, a MAOE kiállítási szakmai díja
- 2005 Országos Érembiennále, Sopron, a Magyar Képzőművészek és Iparművészek Szövetsége díja
- 2005 Határesetek az Éremművészetben III., Budapest, a MAOE díja
- 2007 Országos Érembiennále, Sopron, Civitas Fidelissima-díj
- 2009 Országos Érembiennále, Sopron, Ferenczy Béni-díj
- 2011 Megyei Príma Díj, Komárom - Esztergom megye
- 2014 Ligeti Erika-díj

## Köztéri munkái
- Jászai Mari (kő, 1984, Ászár, Jászai Mari Emlékmúzeum)
- Millenniumi napóra (mészkő, 2001, Tatabánya).